# Славољуб Чворовић
Славољуб Чворовић (Крушевац, 1934 — Београд, 2011) је био jугословенски и српски ликовни стваралац, сликар, графичар и професор Академије ликовне уметности
Завршио je Академију ликовних уметности у Београду, a своје вештине је усавршио у Бриселу. Његово уметничко стваралаштво карактерише транспоновање мотива из слободно схваћеног пејзажа у композиције од фигуративног до асоцијативно-апстрактног израза.

## Биографија
Завршио је Академију ликовних уметности у Београду и специјалку на одсеку за сликаре код професора Недељка Гвозденовића. Студирао је графику факултативно на Академији ликовних уметности у Београду, а на Високој националној школи за архитектуру и декоративно сликарство у Бриселу ју је специјализирао. Био је редовни професор на Факултету ликовних уметности од 1972. до 1998. године.
Од 1964. до 1972. године је радио у Малом позоришту „Душко Радовић" као лутка-мајстор.
Излагао је самостално своје слике у земљи и иностранству и учествовао на најзначајнијим бијеналима графике.
Добитник је многобројних награда и признања, међу којима су награда Октобарског салона, Спомен повеља Графичког колектива Архивирано на веб-сајту  (22. март 2020), награда УЛУС-а, награда на међународној изложби графике у Катанији, награда за креацију позоришних лутака.
Преминуо је 3. августа 2011. године у Београду.

## Самосталне изложбе
- 1962.  Београд, Галерија „Графички колектив Архивирано на веб-сајту  (22. март 2020)”
- 1964.  Београд, Галерија „Графички колектив Архивирано на веб-сајту  (22. март 2020)”
- 1965.  Крушевац, УМЕТНИЧКА ГАЛЕРИЈА, ГРАФИКЕ
- 1966.  Београд,, КОЛАРЧЕВ НАРОДНИ УНИВЕРЗИТЕТ, ГРАФИКЕ
- 1966.  Краљево, ГАЛЕРИЈА КУЛТУРНОГ ЦЕНТРА, ГРАФИКЕ
- 1970.  КОПЕР, ГАЛЕРИЈА “ЛОЖА”, ГРАФИКЕ
- 1970.  Крушевац, ГАЛЕРИЈА ДОМА СИНДИКАТА, ГРАФИКЕ
- 1974.  Београд,, “ГАЛЕРИЈА 73”, СЛИКЕ
- 1982.  Краљево, ГАЛЕРИЈА НАРОДНОГ МУЗЕЈА, ГРАФИКЕ
- 1983. Нови Београд,, ГАЛЕРИЈА РАДНИЧКОГ УНИВЕРЗИТЕТА, ГРАФИКЕ
- 1986.  Чачак, ЛИКОВНИ САЛОН ДОМА КУЛТУРЕ, СЛИКЕ
- 1987.  Лазаревац, ГАЛЕРИЈА ДОМА КУЛТУРЕ,
- 1989.  Земун, ГАЛЕРИЈА  „СТАРА КАПЕТАНИЈА“, СЛИКЕ
- 1998.  Београд, ГАЛЕРИЈА УЛУС, СЛИКЕ

## Међународне изложбе
- 1965. Љубљана, бијенале графике
- 1966. Словењ градец, мир, хуманост и пријатељство међу народима
- 1966. Краков, и бијенале графике
- 1967. Љубљана, бијенале графике
- 1967. Беч, међународна изложба графике
- 1968. Братислава, бијенале “данувиус”
- 1968. Фиренца, бијенале графике
- 1968. Пистоиа, међународна изложба графике
- 1968. Краков, 20. бијенале графике
- 1969. Катанија, и међународна изложба графике
- 1969. Љубљана, бијенале графике
- 1969. Италија, изложба
- 1970. Париз, бијенале графике
- 1970. Краков, иии бијенале графике
- 1972. Њу Џерзи, 15. међународна изложба слика и скулптура
- 1972. Фридрикштад (Норвешка), и бијенале графике
- 1972. Фрехен (Немачка), 20. бијенале графике
- 1975. Битољ, тријенале савремене југословенске графике
- 1980. Ријека, међународна изложба оригиналног цртежа
- 1982. Шарлевил-мезије (Француска), међународни тријенале графике
- 1984. Берлин, међународна изложба “интерграфик”
- 1986. Анкара, Прво бијенале интернатионале д'арт асио-еуропеенне
- 2002. Ријека, еx-либрис, човек и риба
- 2002. Шпанија, 22. Мини принт интернатионал

## Награде
- 1965.  Награда за графику на изложби « УЛУС 65 » у Београд
- 1966.  Награда на 20. изложби НОБ у Београду
- 1967.  Награда Галерије савремене ликовне уметности у Новом Саду
- 1969.  Награда Уметничке колоније у Ечки
- 1970.  Награда на 9. ликовном сусрету у Суботици
- 1971.  Награда за креацију позоришних лутака у Београду
- 1972.  Награда за графику на 13. Октобарском салону у Београду
- 1978.  Награда на изложби « Нови Београд у делима ликовних уметника » у Новом Београду
- 1980.  Добитник је спомен повеље галерије графичког колектива Архивирано на веб-сајту  (22. март 2020) 1949 – 1980 у Београду
- 1987.  Добитник је спомен плакете са повељом за изузетан допринос развоју и раду факултета
- 1989.  Добитник је велике плакете са повељом универзитета уметности у Београду